# Pod Šibeničním kopcem
Pod Šibeničním kopcem este o arie protejată (arie specială de conservare — SAC, sit de importanță comunitară — SCI) din Republica Cehă întinsă pe o suprafață de 3,56 ha, integral pe uscat.

## Localizare
Centrul sitului Pod Šibeničním kopcem este situat la coordonatele 48°57′11″N 16°08′56″E / 48.953056°N 16.148889°E.

## Înființare
Situl Pod Šibeničním kopcem a fost declarat sit de importanță comunitară în decembrie 2007 pentru a proteja un număr necunoscut de specii din flora spontană și fauna sălbatică aflate în arealul zonei. Situl a fost protejat și ca arie specială de conservare în iulie 2012.

## Biodiversitate
Situată în ecoregiunea panonică, aria protejată conține 1 habitat natural: Grohotișuri medio-europene calcaroase, de la nivel colinar și montan.
La baza desemnării sitului se află un număr nedeclarat de specii protejate.